# Morray
 (septembre 2021).
La mise en forme du texte ne suit pas les recommandations de Wikipédia : il faut le « wikifier ».
Les points d'amélioration suivants sont les cas les plus fréquents :
- Les titres sont pré-formatés par le logiciel. Ils ne sont ni en capitales, ni en gras.
- Le texte ne doit pas être écrit en capitales (les noms de famille non plus), ni en gras, ni en italique, ni en « petit »…
- Le gras n'est utilisé que pour surligner le titre de l'article dans l'introduction, une seule fois.
- L'italique est rarement utilisé : mots en langue étrangère, titres d'œuvres, noms de bateaux, etc.
- Les citations ne sont pas en italique mais en corps de texte normal. Elles sont entourées par des guillemets français : « et ».
- Les listes à puces sont à éviter, des paragraphes rédigés étant largement préférés. Les tableaux sont à réserver à la présentation de données structurées (résultats, etc.).
- Les appels de note de bas de page (petits chiffres en exposant, introduits par l'outil «  Source ») sont à placer entre la fin de phrase et le point final[comme ça].
- Les liens internes (vers d'autres articles de Wikipédia) sont à choisir avec parcimonie. Créez des liens vers des articles approfondissant le sujet. Les termes génériques sans rapport avec le sujet sont à éviter, ainsi que les répétitions de liens vers un même terme.
- Les liens externes sont à placer uniquement dans une section « Liens externes », à la fin de l'article. Ces liens sont à choisir avec parcimonie suivant les règles définies. Si un lien sert de source à l'article, son insertion dans le texte est à faire par les notes de bas de page.
- La présentation des références doit suivre les conventions bibliographiques. Il est recommandé d'utiliser les modèles {{Ouvrage}}, {{Chapitre}}, {{Article}}, {{Lien web}} et/ou {{Bibliographie}}. Le mode d'édition visuel peut mettre en forme automatiquement les références.
- Insérer une infobox (cadre d'informations à droite) n'est pas obligatoire pour parachever la mise en page.

Pour une aide détaillée, merci de consulter Aide:Wikification.
Si vous pensez que ces points ont été résolus, vous pouvez retirer ce bandeau et améliorer la mise en forme d'un autre article.
Morae Ruffin (né le 9 septembre 1992), connu professionnellement sous le nom de Morray, est un rappeur et chanteur américain de Fayetteville, en Caroline du Nord . Il a reçu une large reconnaissance en 2020 avec son premier single " Quicksand ", et a sorti sa première mixtape Street Sermons en 2021.

## Jeunesse
Ayant grandi à Fayetteville, en Caroline du Nord, Morae Ruffin a grandi avec le R&B et le Gospel, il commença à chanter dans son église locale à l'âge de 4 ans. Il a déménagé à Lebanon, Pennsylvanie à l'âge de 12 ans, et y a vécu pendant six ans avant de retourner en Caroline du Nord. Avec des passages en détention pour mineurs à l'âge de 19 ans, il a purgé une peine de prison au début de sa vingtaine. Tout en élevant un enfant, il a travaillé dans la construction et enregistré de la musique en parallèle. En Pennsylvanie, il a rencontré un collectif de rap appelé SGS qui l'a inspiré à commencer à faire de la musique. En 2014, il sort sa première chanson, qu'il enregistre pour l'anniversaire de sa femme, et commence à prendre la musique au sérieux. En 2020, il perd son emploi dans un centre d'appels et choisit de poursuivre sa carrière musicale pour subvenir aux besoins de ses trois enfants.

## Carrière musicale
En mars 2020, il a sorti son premier clip " Quicksand ", ce qui lui a valu d'être découvert par le responsable des médias Moe Shalizi. Il est devenu le manager de Morray et a lancé un label appelé Pick Six Records. Morray a également collaboré sur deux autres chansons avec Mo Chedda en 2020, "Snitch On Ya Man's" et "In Da Trap". Le 30 octobre, Morray et Shalizi ont réédité "Quicksand" en single; il a ensuite figuré sur le Billboard Hot 100. Après le single, il a reçu des cosignatures de ses collègues rappeurs de Caroline du Nord J. Cole et DaBaby . Le single a amassé des millions de streams, et il a été présenté dans le cadre de l' Emerging Artists Spotlight de Billboard. Dans une interview avec Billboard, il a déclaré : "Je veux être cette lumière dans le ghetto, je veux être la personne qui te fait sourire et te montre que le quartier n'est pas si mauvais. J'apprécie d'où je viens et je sais que le ghetto peut apporter à la fois des souvenirs positifs et négatifs."  Il a sorti trois autres singles en 2020 : "Switched Up", "Low Key" et "Dreamland".
En 2021, il sort les singles "Big Decisions" et "Kingdom",. Le 16 avril, Morray a annoncé qu'il avait signé avec Interscope Records dans une coopération avec Pick Six. Il a sorti le single "Trenches" avant son premier projet en avril. Sa mixtape Street Sermons est sortie le 28 avril 2021. La mixtape a fait ses débuts sur le Billboard 200 américain en 41ème position. Le 14 mai, Morray était un invité de l'album The Off-Season de J. Cole, sur la chanson " My Life " avec 21 Savage. La chanson a fait ses débuts au numéro deux du Hot 100, devenant sa chanson la mieux classée sur le Billboard Hot 100 et la plus performante. Toujours en 2021, il a figuré dans la 2021 XXL Freshman Class. Le 22 juin, il a été annoncé qu'il rejoindrait J. Cole et 21 Savage sur leur co-tête d'affiche The Off-Season Tour en ouverture. Le 30 juillet, Morray a sorti un remix de sa chanson "Trenches" avec Polo G.

## Inspirations
Morray a grandi en écoutant des artistes comme Usher et s'est inspiré de la fluidité du rap et du chant de Drake.  Son style a été comparé à CeeLo Green et décrit comme combinant "l'âme de Big KRIT avec le rebond d' Outkast ".

## Discographie

### Mixtapes
| Titre          | Détails                                                                                                | Positions maximales dans les classements | Positions maximales dans les classements | Positions maximales dans les classements |
| Titre          | Détails                                                                                                | États-Unis                               | R&B américain /HH                        | Rap américain                            |
| -------------- | --- | ---------------------------------------- | ---------------------------------------- | ---------------------------------------- |
| Street Sermons | - Sortie : 28 avril 2021 - Label : Pick Six, Interscope - Format : Téléchargement numérique, Streaming | 41                                       | 20                                       | 17                                       |

### Singles
| Titre                                          | Année | Positions maximales dans les classements | Positions maximales dans les classements | Positions maximales dans les classements | Certifications | Album          |
| Titre                                          | Année | États-Unis                               | R&B américain /HH                        | Rap américain                            | Certifications | Album          |
| ---------------------------------------------- | ----- | ---------------------------------------- | ---------------------------------------- | ---------------------------------------- | -------------- | -------------- |
| " Quicksand "                                  | 2020  | 65                                       | 29                                       | 23                                       | - RIAA : Or    | Street Sermons |
| "Switched Up"                                  | 2020  | -                                        | -                                        | -                                        |                | Street Sermons |
| « Low Key »                                    | 2020  | -                                        | -                                        | -                                        |                | X              |
| "Dreamland"                                    | 2020  | -                                        | -                                        | -                                        |                | X              |
| « Big Decisions »                              | 2021  | -                                        | -                                        | -                                        |                | Street Sermons |
| "Kingdom"                                      | 2021  | -                                        | -                                        | -                                        |                | Street Sermons |
| "Trenches" (Solo or with Polo G)               | 2021  | -                                        | -                                        | -                                        |                | Street Sermons |
| " m y . l i f e " (with J. Cole and 21 Savage) | 2021  | 2                                        | 1                                        | 1                                        | - RIAA : Or    | The Off-Season |

### Apparitions
| Titre                | Année | Autre(s) artiste(s) | Album |
| -------------------- | ----- | ------------------- | ----- |
| "Snitch On Ya Man's" | 2020  | Mo Chedda, AR       | X     |
| "In Da Trap          | 2020  | Mo Chedda, AR       | X     |